# Villa rustica 2 (Kay)
Die Gebäudereste der Villa rustica 2 auf der Gemarkung von Kay, einem Gemeindeteil von Tittmoning im oberbayerischen Landkreis Traunstein, wurden an der Kirche St. Peter und Paul von Lanzing gefunden. Die Villa rustica der römischen Kaiserzeit ist ein geschütztes Bodendenkmal mit der Nummer D-1-7942-0052.